# Zajd Aszkanani
Zajd Aszkanani, Zaid Ashkanani (arab. زيد أشكناني, Zayd Ashkanānī; ur. 24 maja 1994) – kuwejcki kierowca wyścigowy.

## Życiorys

### Serie Porsche
Aszkanani rozpoczął karierę w jednomiejscowych samochodach wyścigowych w 2012 roku od startów w mistrzostwach Porsche GT3 Cup Challenge Middle East, w których raz stanął na podium. Z dorobkiem 169 punktów został sklasyfikowany na szóstym miejscu w końcowej klasyfikacji kierowców. W sezonie 2013 wystartował gościnnie w dwóch wyścigach Porsche Supercup na torze Yas Marina. Uplasował się w nich na piętnastej i siedemnastej pozycji.
Na przełomie 2013 i 2014 roku Kuwejtczyk kontynuował startu w Porsche GT3 Cup Challenge Middle East. W ciągu dwunastu wyścigów, w których wystartował, ośmiokrotnie stawał na podium, w tym trzykrotnie na jego najwyższym stopniu. Uzbierane 245 punktów pozwoliło mu zdobyć tytuł mistrza serii.

### Seria GP3
W sezonie 2015 spróbował swych sił w serii GP3. Reprezentował hiszpańską ekipę Campos Racing przez wszystkie rundy, jednak w żadnej z nich nie był w stanie dojechać na punktowanej pozycji. Najbliżej był w pierwszy starcie na hiszpańskim torze Circuit de Catalunya, gdzie był jedenasty.

## Wyniki

### GP3
| Legenda oznaczeń w tabelach wyników Wyświetl szablon na nowej stronie | Legenda oznaczeń w tabelach wyników Wyświetl szablon na nowej stronie                                                                     |
| Oznaczenie                                                            | Wyjaśnienie |
| --------------------------------------------------------------------- | --- |
| Złoty                                                                 | Zwycięzca lub mistrzostwo |
| Srebrny                                                               | 2. miejsce lub wicemistrzostwo |
| Brązowy                                                               | 3. miejsce lub II wicemistrzostwo |
| Zielony                                                               | Ukończył, punktował (w klasyfikacji generalnej, gdy zdobył co najmniej jeden punkt na przestrzeni sezonu, poza trzema powyższymi opcjami) |
| Niebieski                                                             | Ukończył, nie punktował (w klasyfikacji generalnej, gdy nie zdobył co najmniej jednego punktu na przestrzeni sezonu)                      |
| Czerwony                                                              | Nie zakwalifikował się (NZ) |
| Czerwony                                                              | Nie prekwalifikował się (NPK) |
| Różowy                                                                | Nie ukończył (NU) |
| Różowy                                                                | Niesklasyfikowany (NS) (w klasyfikacji generalnej, gdy nie został sklasyfikowany w żadnym wyścigu sezonu)                                 |
| Czarny                                                                | Zdyskwalifikowany (DK) |
| Czarny                                                                | Wykluczony (WYK/EX) |
| Biały                                                                 | Nie wystartował (NW) |
| Biały                                                                 | Kontuzjowany (K/INJ) |
| Biały                                                                 | Wyścig odwołany (OD/C) |
| Bez koloru                                                            | Został wycofany (WYC/WD) |
| Bez koloru                                                            | Nie przybył (NP/DNA) |
| Bez koloru                                                            | Nie brał udziału w treningach (NT/DNP) |
| Bez koloru                                                            | Nie został zgłoszony (–) |
| Pogrubienie                                                           | Start z pole position |
| Kursywa                                                               | Najszybsze okrążenie wyścigu |
| †                                                                     | Nie ukończył, ale jego rezultat został zaliczony ze względu na przejechanie więcej niż 90% dystansu wyścigu.                              |
| *                                                                     | Sezon w trakcie |
| 1/2/3                                                                 | Punktowana pozycja w sprincie kwalifikacyjnym                                                                                             |
| Lista systemów punktacji Formuły 1                                    | |

| Rok  | Zespół        | Wyniki w poszczególnych eliminacjach | Wyniki w poszczególnych eliminacjach | Wyniki w poszczególnych eliminacjach | Wyniki w poszczególnych eliminacjach | Wyniki w poszczególnych eliminacjach | Wyniki w poszczególnych eliminacjach | Wyniki w poszczególnych eliminacjach | Wyniki w poszczególnych eliminacjach | Wyniki w poszczególnych eliminacjach | Wyniki w poszczególnych eliminacjach | Wyniki w poszczególnych eliminacjach | Wyniki w poszczególnych eliminacjach | Wyniki w poszczególnych eliminacjach | Wyniki w poszczególnych eliminacjach | Wyniki w poszczególnych eliminacjach | Wyniki w poszczególnych eliminacjach | Wyniki w poszczególnych eliminacjach | Wyniki w poszczególnych eliminacjach | Punkty | Pozycja |
| ---- | ------------- | ------------------------------------ | ------------------------------------ | ------------------------------------ | ------------------------------------ | ------------------------------------ | ------------------------------------ | ------------------------------------ | ------------------------------------ | ------------------------------------ | ------------------------------------ | ------------------------------------ | ------------------------------------ | ------------------------------------ | ------------------------------------ | ------------------------------------ | ------------------------------------ | ------------------------------------ | ------------------------------------ | ------ | ------- |
| 2015 | Campos Racing | ESP                                  | ESP                                  | AUT                                  | AUT                                  | GBR                                  | GBR                                  | HUN                                  | HUN                                  | BEL                                  | BEL                                  | ITA                                  | ITA                                  | RUS                                  | RUS                                  | BHR                                  | BHR                                  | ARE                                  | ARE                                  | 0      | 24      |
| 2015 | Campos Racing | 11                                   | 15                                   | 18                                   | 14                                   | 22                                   | 22                                   | 20                                   | 16                                   | 14                                   | 18                                   | 13                                   | 15                                   | 20                                   | 19                                   | 17                                   | 13                                   | 19                                   | 21                                   | 0      | 24      |

### Podsumowanie
| Sezon     | Seria                                 | Zespół                        | Wyścigi | Zwycięstwa | PP | NO | Podium | Punkty | Pozycja |
| --------- | ------------------------------------- | ----------------------------- | ------- | ---------- | -- | -- | ------ | ------ | ------- |
| 2012/2013 | Porsche GT3 Cup Challenge Middle East | Team BuzaidGT                 | 12      | 0          | 0  | 0  | 1      | 169    | 6       |
| 2013      | Formula Ford EcoBoost 200             | SWB Motorsport                | 3       | 0          | 0  | 0  | 0      | 0      | NS      |
| 2013      | ADAC Formel Masters                   | HS Engineering                | 3       | 0          | 0  | 0  | 0      | 0      | 21      |
| 2013      | Porsche Supercup                      | GT3 Cup Challenge Middle East | 2       | 0          | 0  | 0  | 0      | 0      | NS†     |
| 2013/2014 | Porsche GT3 Cup Challenge Middle East | Team BuzaidGT                 | 12      | 3          | 4  | 3  | 8      | 245    | 1       |
| 2014–15   | Porsche GT3 Cup Challenge Middle East | BuZaidGT                      | 12      | 2          | 4  | 4  | 10     | 228    | 2       |
| 2015      | Seria GP3                             | Campos Racing                 | 18      | 0          | 0  | 0  | 0      | 0      | 24      |

† – Aszkanani nie był zaliczany do klasyfikacji.